# 亮河镇
亮河镇是中国黑龙江省哈尔滨市尚志市下辖的一个镇，位于尚志市东南，301国道和滨绥铁路过境。